# Général de Montriveau
Le marquis Armand de Montriveau est un personnage de La Comédie humaine d’Honoré de Balzac. Fils du ci-devant général de Montriveau, originaire de Bourgogne, mort à la bataille de Novi, il fait partie des « lions » parmi lesquels se trouvent : Eugène de Rastignac, Henri de Marsay, Lucien de Rubempré et Maxime de Trailles. 
Il sert Napoléon sans enthousiasme, se fâche avec les Bourbons qui ne lui reconnaissent pas son grade, puis il part pour l’Égypte avec monsieur du Châtelet. À son retour, il tombe amoureux d’Antoinette de Langeais, ce sera le plus grand drame de sa vie. Il apparaît principalement dans La Duchesse de Langeais et Autre étude de femme.

## Caractérisation

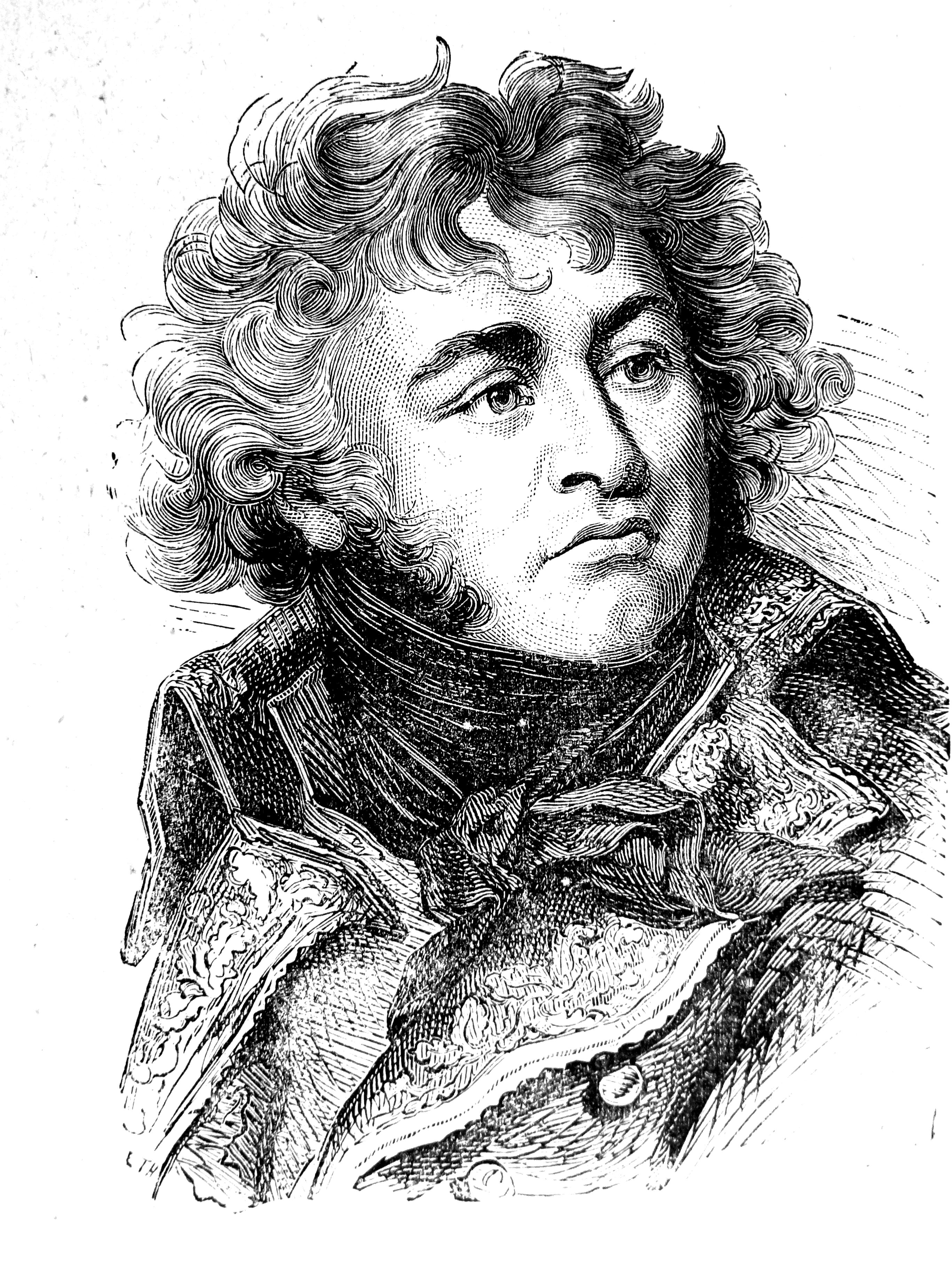
Kléber, modèle de Montriveau.

Il est décrit en 1818 dans La Duchesse de Langeais :

« Sa tête, grosse et carrée, avait pour principal trait caractéristique une énorme et abondante chevelure noire qui lui enveloppait la figure de manière à rappeler parfaitement le général Kléber auquel il ressemblait par la vigueur de son front, par la coupe de son visage, par l'audace tranquille des yeux, et par l'espèce de fougue qu'exprimaient ses traits saillants. Il était petit, large de buste, musculeux comme un lion. Quand il marchait, sa pose, sa démarche, le moindre geste trahissait et je ne sais quelle sécurité de force qui imposait, et quelque chose de despotique. Il paraissait savoir que rien ne pouvait s'opposer à sa volonté, peut-être parce qu'il ne voulait rien que de juste. Néanmoins, semblable à tous les gens réellement forts, il était doux dans son parler, simple dans ses manières, et naturellement bon. »

## Chronologie d’Armand de Montriveau dansLa Comédie humaine
- 1812 (évoqué dans Autre étude de femme, écrit entre 1831 et 1842). Orphelin dénué de revenu,  Napoléon le place à Châlons-sur-Marne avec le grade de lieutenant d’artillerie.
- 1813 (évoqué dans Mémoires de deux jeunes mariées, rédigé en 1841). Il participe à la bataille de Leipzig.
- 1814 (évoqué dans La Duchesse de Langeais, paru en 1834). Il n’est plus que simple chef d’escadron en demi-solde. Mais blessé à Waterloo, il obtient le grade de colonel. Parti en voyage d’exploration en Égypte, il est fait prisonnier, mais réussit à s’évader.
- 1818 (dans Illusions perdues, écrit de 1836 à 1843). Son retour à Paris est triomphal, ses exploits sont rapportés dans tous les salons. Il devient « l’homme du jour ». À cette même date, dans La Duchesse de Langeais, on lui redonne ses titres et sa fortune. Ils s’installe rue de Seine, près de la chambre des pairs. Il rencontre Antoinette de Langeais dans le salon de la vicomtesse de Fontaine, il en tombe éperdument amoureux, mais la coquette[3] se joue de lui. Cette même année, on apprend incidemment qu’il fait partie du clan des Treize.
- 1819 (dans Le Père Goriot, paru en 1835). À un bal de la vicomtesse de Beauséant, il donne à Rastignac un cours sur la façon d’être dans le monde. Au bal d’adieu de cette même comtesse, il ne paraît pas : il a fait enlever Antoinette de Langeais peu de temps avant dans le salon de la comtesse de Sérisy. Cette même année, dans La Duchesse de Langeais, il rappelle à Antoinette la phrase du gardien de Westminster : « Ne touchez pas à la hache. »
- 1823 (dans La Duchesse de Langeais). Il retrouve la trace d’Antoinette de Langeais qui s’est enfuie dans un couvent situé sur une île. Fou amoureux d’elle, autant qu’elle l’est de lui, il la retrouve décharnée, diaphane, presque irréelle. Antoinette lui avoue qu’elle l’aime. Mais quand Montriveau réussit à l’enlever, elle est déjà morte. Il emporte son cadavre pour le jeter à la mer avec des boulets aux pieds. Fou de chagrin, il retourne néanmoins à Paris pour y mener grand train.
- 1831 (dans Autre étude de femme, rédigé entre 1831 et 1842). Il est invité à un « raout » organisé par Félicité des Touches, il se retrouve en compagnie d’Horace Bianchon, de la marquise d’Espard, de Delphine de Nucingen, d'Henri de Marsay et de Diane de Maufrigneuse. Chaque convive doit produire un récit vécu. Le général de Montriveau raconte un épisode atroce de la bataille de la retraite de Russie : le passage de la Bérézina.
- 1842 (dans La Muse du département, écrit en 1837). Il est pair de France et parrain de Polydore de la Baudraye.

Il apparaît aussi dans :
- Splendeurs et misères des courtisanes (paru entre 1838).
- Le Cabinet des Antiques (paru en 1839).
- Béatrix (paru en 1839).
- Les Secrets de la princesse de Cadignan (paru en 1839).